# Frederick Baumann
Frederick Baumann (* 6. Januar 1826 in Angermünde als Friedrich Moritz Rudolph Baumann; † 18. Januar 1921 in Chicago) war ein US-amerikanischer Architekt deutscher Herkunft. Er entwickelte eine spezielle Gründungstechnik die hohe Gebäude im ungünstigen Baugrund von Chicago möglich machte.

## Leben

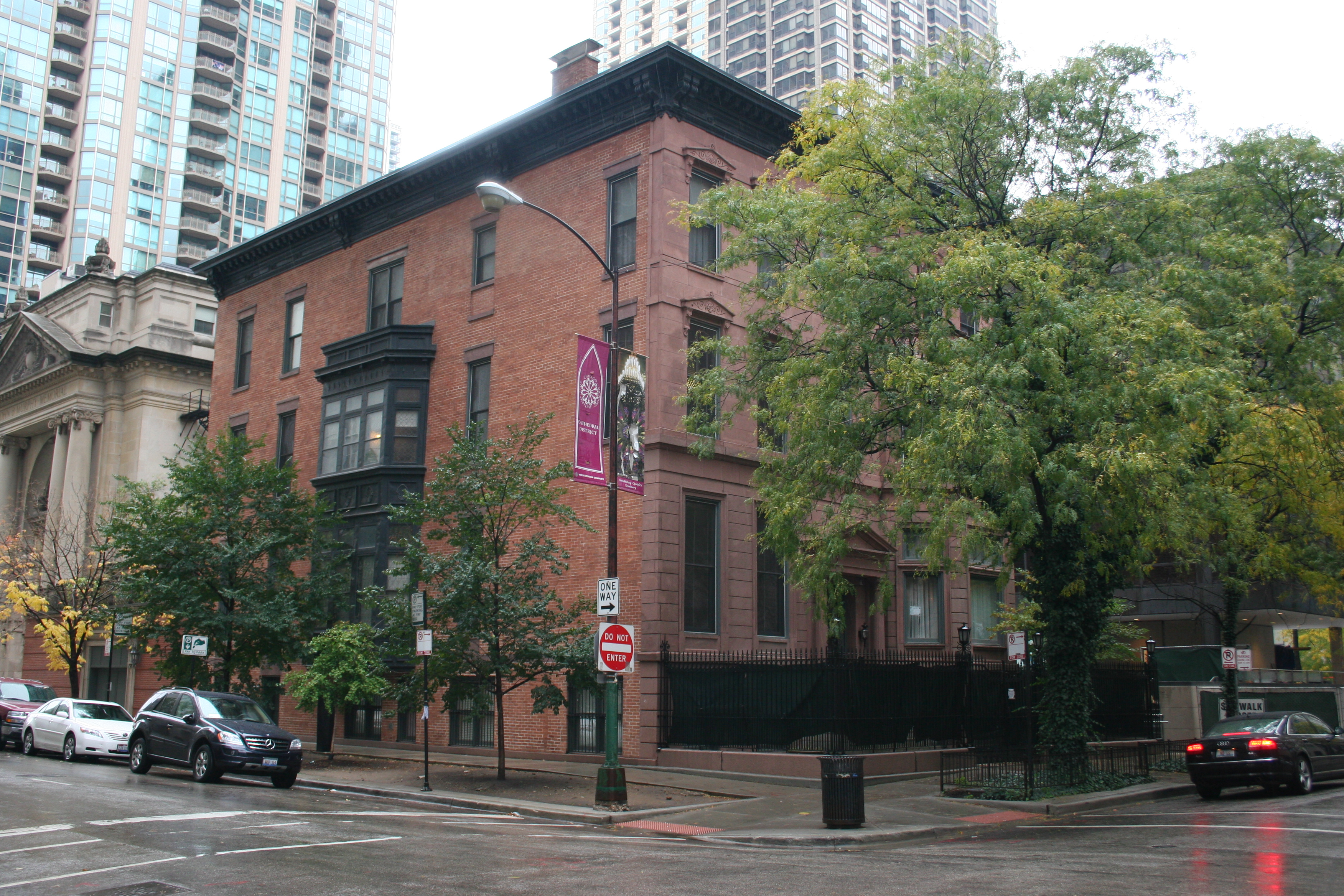
McCormick Double House, 1875, 660 N. Rush Street

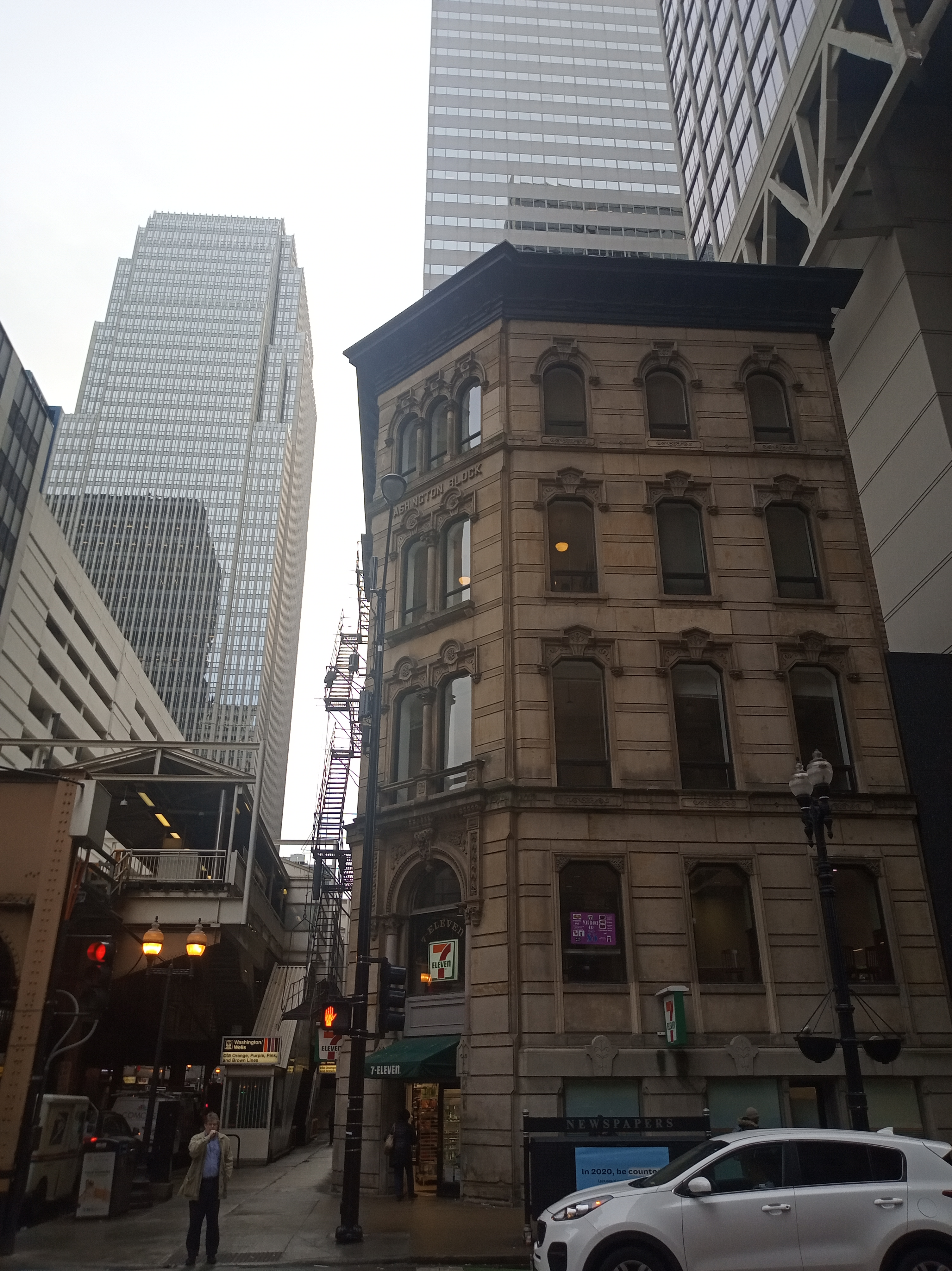
Washington Block, 1873–74, 40 N. Wells Street

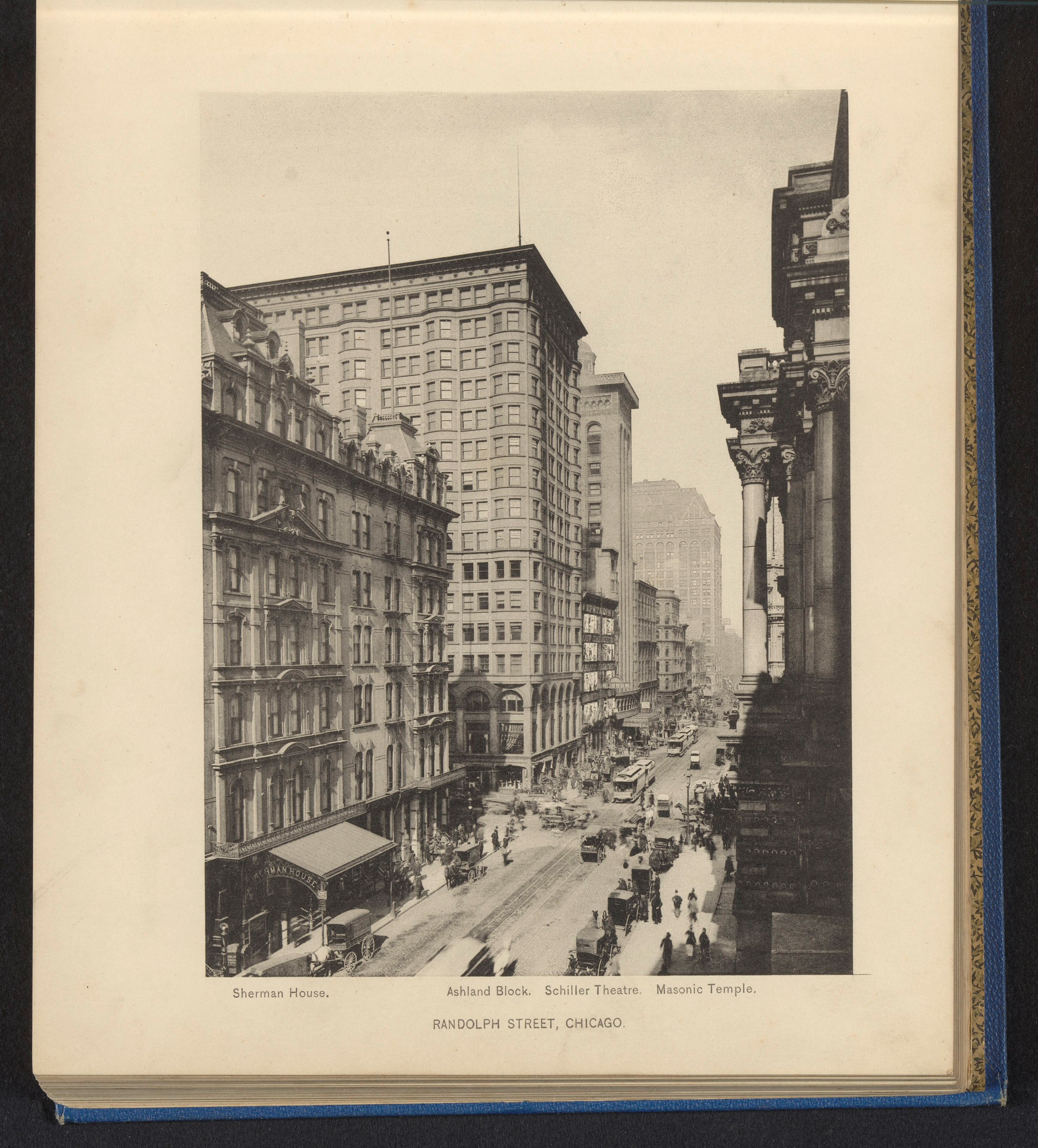
Randolph Street, Chicago mit Ashland Block

Friedrich Baumann wurde als Sohn des Stadtrichters George Heinrich Baumann und dessen Frau Ulrike Kienitz geboren (Taufe am 15. Januar). Baumann besuchte die Stadtschulen in Angermünde und Marienwerder und ging 1840 an die Gewerbeschule nach Berlin. Hier studierte er einige Jahre, bevor er für seinen Onkel, einen Bauinspektor in Bromberg arbeitete. Nach einer einjährigen, handwerklichen Ausbildung erhielt er 1846 ein Stipendium für ein Studium am Königlichen Gewerbeinstitut Berlin. Dieses Studium brach er nach zweieinhalb Jahren wegen der Beteiligung an der Revolution 1848/49 ab. 1850 ließ er sich in Chicago nieder. Er arbeitete auf einer Farm in Washington Heights, bis er 1851 oder 1852 im Büro von John M. Van Osdel angestellt wurde. 1852 bis 1854 war er Partner von Edward Burling und realisierte das Projekt „Marine Bank“ (zerstört 1871), einem der ersten Chicagoer Gebäude mit dem sogenannten „Athener Marmor“. In den Jahren 1855 bis 1859 arbeitete er wieder mit Van Osdel. In der Wirtschaftskrise von 1857 hatte er einen Zusammenbruch und konnte zeitweise nicht als Architekt arbeiten. Mit dem Bauunternehmer August Wallbaum arbeitete er bis 1865 und danach wieder als selbstständiger Architekt mit eigenem Büro. 1868 bis 1879 bestand eine Büropartnerschaft mit Edward Baumann, der 1856 in die USA immigriert war. Nach 10-jähriger alleiniger Tätigkeit arbeitete er mit Jeremiah K. Cady zusammen.
Bekannt wurde er als Architekt und innovativer Konstrukteur „Frederick Baumann“ in Chicago. Hier beteiligte er sich gemeinsam mit seinem Cousin Edward Baumann am Wiederaufbau der Stadt nach dem Brand von 1871. Beide realisierten den 5-stöckigen Washington Block. Frederick Baumann wendete dabei das von ihm entwickelte Konstruktionsprinzip der „isolated pier foundation“ (des „isolierten Pfeilerfundaments“ in Stahlkonstruktionen) an. Dabei wurden separate, tragende Pfeiler und Fundamente unter verschiedenen lasttragenden Punkten des Gebäudes platziert, die bei Bedarf Gewichtsverlagerungen aufnehmen konnten. Diese Fundamentierung war für den sumpfigen Baugrund in Chicago besonders geeignet.
Er wurde für den Bau des vom Berliner Architekten Bruno Schmitz entworfenen Soldiers & Sailers monument in Indianapolis auf Grund seiner Pionierleistungen im Bereich hoher Gebäude als stellvertretender Architekt benannt.
Frederick Baumann kooperierte dauerhaft, jedoch unregelmäßig mit dem Chicago Board of Education. Zwischen 1857 und 1859 war er dort Mitglied. Etwa 10 Jahre später entwarf er die Franklin School an der Ecke Sedgwick und Division (abgerissen) sowie die Hayes School. Anfang 1882 wurde Baumann zum ersten offiziellen Architekten und Superintendenten des Chicagoer Schulamtes ernannt. Er trat jedoch nur wenige Monate später zurück. In dieser kurzen Zeit entwarf er mindestens zwei weitere Schulen.
Frederick Baumann war verheiratet mit Wilhelmina Steenhauer. Zusammen hatten sie elf Kinder. Baumann wurde 95 Jahre alt und auf dem Graceland Cemetery begraben.

## Bauten (Auswahl)
- Marine Bank (1854), Chicago[7]
- First Chicago Courthouse, Chicago[3]
- McCormick Double House, Chicago,[3] seit 2005 Chicago Landmark
- Metropolitan Block (1871), Chicago[3][7]
- Ashland Block (1871), Chicago[3][7]
- Washington Block (1874), Chicago,[3] seit 1997 Chicago Landmark
- McCormick Reaper Factory (1875), Chicago[3][8]
- Rae Building, Chicago[3]
- Union Bank (1886), Chicago[7]

## Schriften (Auswahl)
- 1872 The Art of Preparing Foundations for all Kinds of Buildings[2]
- 1884 Improvement in the Construction of Tall Buildings[2]